# South Toledo Bend (Texas)
South Toledo Bend es un lugar designado por el censo ubicado en el condado de Newton en el estado estadounidense de Texas. En el Censo de 2010 tenía una población de 524 habitantes y una densidad poblacional de 35,55 personas por km².

## Geografía
South Toledo Bend se encuentra ubicado en las coordenadas 31°9′21″N 93°36′10″O / 31.15583, -93.60278. Según la Oficina del Censo de los Estados Unidos, South Toledo Bend tiene una superficie total de 14.74 km², de la cual 8.41 km² corresponden a tierra firme y (42.95%) 6.33 km² es agua.

## Demografía
Según el censo de 2010, había 524 personas residiendo en South Toledo Bend. La densidad de población era de 35,55 hab./km². De los 524 habitantes, South Toledo Bend estaba compuesto por el 96.76% blancos, el 0.57% eran afroamericanos, el 0.19% eran amerindios, el 0.57% eran asiáticos, el 0% eran isleños del Pacífico, el 1.34% eran de otras razas y el 0.57% pertenecían a dos o más razas. Del total de la población el 2.1% eran hispanos o latinos de cualquier raza.